# Měděný jezdec
Měděný jezdec (rusky Ме́дный вса́дник), démonická poema, je dílo, která vznikla roku 1833. Jeho autorem je Alexandr Sergejevič Puškin, jeden z nejslavnějších ruských básníků, prozaiků a dramatiků 19. století. Podle básně získala své označení jezdecká socha Petra Velikého na petrohradském Senátním náměstí, jež v básni hraje titulní roli.

## Děj díla

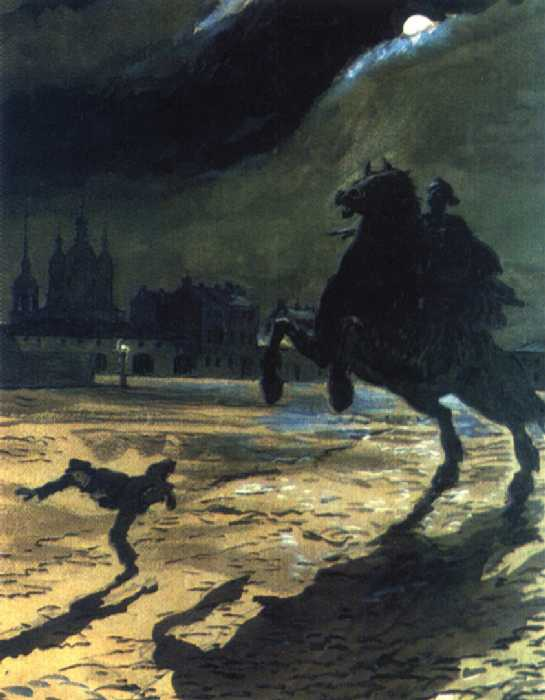
Ilustrace malíře Alexandra Benoise k Puškinovu Měděnému jezdci

Puškin se ve svém díle vrací do milovaného Petrohradu, který byl v roce 1824 zaplaven rozvodněnou Něvou. V prologu popisuje krásu tohoto města, stesk po něm, když musel zůstat ve vyhnanství. Hlavním hrdinou je mladý Jevgenij, který sleduje hladinu řeky, jež se pomalu vylévá z koryta a bere s sebou vše, co jí stojí v cestě.
Má strach o svou přítelkyni, která bydlí na druhé straně. Nemůže se k ní dostat, dokud voda trochu neklesne. Když se tak stane, přesvědčí převozníka, aby ho dostal na druhý břeh. Jen co dorazí na místo, nemůže uvěřit vlastním očím – tam, kde dříve stával dům jeho přítelkyně, teď není vůbec nic.
Jevgenij se zblázní, celé dny chodí od ničeho k ničemu. Přijde o dům i o práci. Jednoho dne se dostane na náměstí Petrohradu, kde stojí socha měděného jezdce – cara Petra Velikého. Jevgenij se na něj oboří – jediné, co pro něj kdy udělal, bylo mluvení. Jenže to nikoho nezachrání, nezáleží na slovech, ale na činech.
Měděný jezdec se však pohne a začne Jevgenije pronásledovat. Jevgenij mu uteče, ale už navždy se bojí kolem sochy projít. Pokaždé slyší zvuk kopyt.

## Ukázka z díla
Puškin opěvuje krásu Petrohradu:
Mám rád ó pyšná citadelo
tvých bastilonů dým a ryk,
když říší slavně hříme dělo,
že narodil se následník,
i nepřítel že v zemi vnik
a Rus zas zvítězila stará,
nebo že Něva puklý led
odnáší zase v širý svět
a bouří, cítíc přídech jara.
Jevgenij navštíví místo, kde před povodní žila jeho přítelkyně:
Zachvěl se rek můj. Rozbřesklo mu
v hlavě se hrůzou. Poznává
místo, kde hrála záplava,
kde voda rvala základ domů,
smrt nesouc, zkázu, neštěstí.